# Edifício-sede do Tribunal Superior do Trabalho

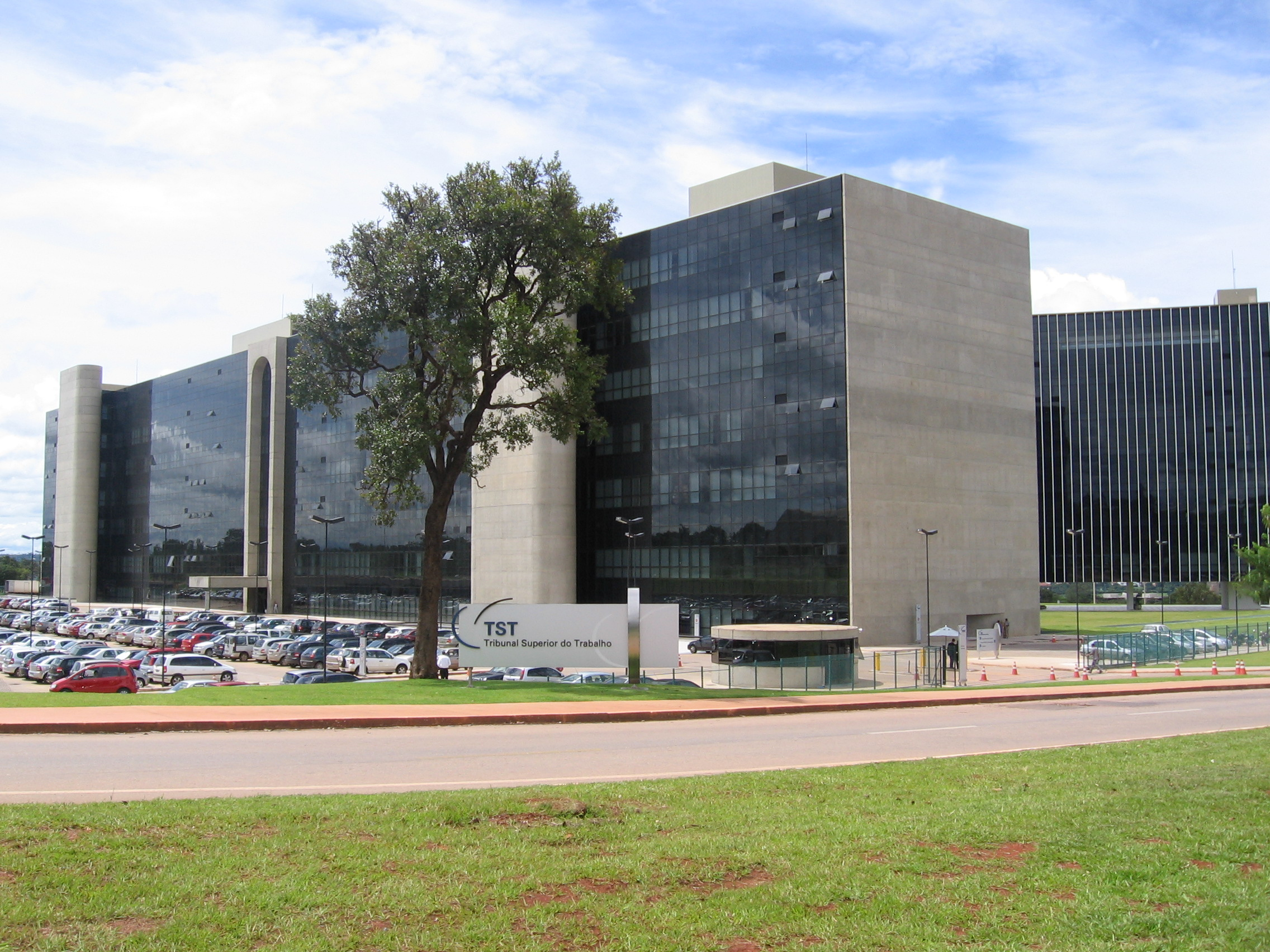
A sede do TST em Brasília. Em primeiro plano, o bloco A, e ao fundo, o bloco B,

O Tribunal Superior do Trabalho (TST) do Brasil é sediado em dois prédios em Brasília, no Setor de Administração Federal Sul, na Asa Sul, próximo a outros prédios judiciários como as sedes do Superior Tribunal de Justiça e do Tribunal Superior Eleitoral. Os dois blocos foram projetados pelo arquiteto Oscar Niemeyer e inaugurados em 1 de fevereiro de 2006.

## História
O Tribunal Superior do Trabalho é sediado em Brasília desde o dia 1 de maio de 1972, mas até 2006 não tinha sede própria, tendo uma estrutura provisória.
Em 1993, o pleno do TST autoriza o então presidente da corte, Orlando Teixeira da Costa, a solicitar um terreno para a construção da nova sede do tribunal. O escritório de Oscar Niemeyer foi então contatado para que ele desenvolvesse o projeto, com o contrato sendo firmado em 1994.
Em 1996, o primeiro projeto foi apresentado por Niemeyer. Essa primeira versão tinha 122 mil metros quadrados de área edificada, e em agosto de 1997, o tribunal pede ao escritório de Niemeyer um novo projeto, que custasse menos. O novo projeto passa a ter 96 mil metros quadrados e é aprovado, com a licitação para a construção feita em 1998. 
Várias empresas desistiram da concorrência alegando que a execução seria muito difícil. Os custos e dificuldades do projeto atrasaram a entrega. Em 2002, o contrato de construção com a OAS foi rompido pela empreiteira, que também alegou ter dificuldades na execução. O escritório de Niemeyer teve que alterar o projeto, removendo uma laje que diminuiu a dificuldade e reduziu os custos.
Após oito anos de obras, os dois blocos do Tribunal Superior do Trabalho foram entregues no dia 1 de fevereiro de 2006.

## Plano de Logística Sustentável (PLS)
O PLS está vinculado ao plano estratégico, que permite estabelecer e acompanhar práticas de sustentabilidade, racionalização e qualidade visando uma melhor eficiência do gasto público e da gestão dos processos de trabalho. Em 2014, criou o Núcleo Socioambiental com a necessidade de estabelecer ações e políticas públicas voltando-se à sustentabilidade ambiental, social e econômica.
Foi elaborado com a participação de várias unidades do Tribunal Superior do Trabalho, no que concerne às informações dos indicadores mínimos para avaliação do desempenho ambiental e econômico.